# Хандриј Зејлер
Хандриј Зејлер (глсрп. Handrij Zejler, нем. Andreas Seiler, псеудоним: Boršćan; Залценфорст, 1. фебруар 1804 — Лоза, 15. октобар 1872) био је лужичкосрпски лутерански свештеник, песник, публициста, уредник; оснивач лужичкосрпске националне књижевности.
Добио је уметничко надахнуће у студентским годинама у Лајпцигу — „месту рођења лужичкосрпског романтизма” (О. Вићаз). Аутор текста (1827) савремене лужичкосрпске химне „Лепа Лужица” (од 1923. године). Његове патриотске песме „Мој завичај”, „Цвеће Лужице” и друге постале су народне песме. Писао је басне, радове о граматици, фолклорне збирке. Један од оснивача Матице лужичкосрпске (1847).

## Биографија
Отац му Јохан (1767—1844) био је фармер и бунарски мајстор. Мајка му је била Марија, рођена Бирке (1773—1847). Имао је сестру Марију (рођ. 1805) и брата Михаела (рођ. 1806).
Од 1818. до 1825. године учио је гимазију у Будишину (сада Бауцен), где је био под утицајем хуманистичких идеала просветитељства и почео да пише песме (1824: Mojim lubym serbskim přećelam, Taj serbskaj přećelej). Од 1825. до 1829. године студирао је теологију (као и славистику) на Лајпцишком универзитету, где је добивао новчану помоћ од Ф. Ј. Лока. Учествовао је у развоју лужичкосрпско одељења Лужичкосрпског проповедничког друштва у Лајпцигу. Био је на челу „Сорабије”. Заједно са универзитетским пријатељем Х. А. Кригаром 1826. године оснивао је рукописне студентске новине „Сербске новини” (пре 1828. године објављено је 60 бројева новина). Овде је објавио своје прве песме (народну оду Na Serbsku Łužicu, 1827), пословице, бајке, загонетке, као и преводи са чешког, српског и доњолужичкосрпског. У исто време први у историји Лужичких Срба почео је да сакупља фолклор. Након одласка Зејлера и Кригара из Лајпцига 1828. године издавање „Сербских новина” је престало. Још у студентским годинама успоставио је личне везе са Словенима. Током свог живота подржавао је везе са представницима чешког народног препорода — Ј. Добровским, Ф. Л. Челаковским, Ф. Палацким, као и са другим Словенима — Ј. Коларом, Љ. Штуром, С. Милутиновићем, И. Срезњевским. У писму Челаковском од 24. августа 1827. године писао је: „Мој циљ је сљедећи: пре свега је пробудити и распалити духовну активност наших Лужичких Срба, давши им плодове па њиховог сопственог стваралаштва; затим желим да их постепено ујединим у један народ, објављујући и ширећи међу њима њихове песме, приче и бајке, које сам дуго и марљиво сакупљам…”
После студирања трпео је две године оскудицу. У то време је настављао да сакупља фолклор, бавио се лингвистиком, сакупљао је материјал за лужичкосрпски речник, објавио своју граматику горњолужичкосрпског језика (њем. Kurzgefaßte Grammatik der Sorben-Wendischen Sprache nach dem Budissiner Dialekte; Будишин, 1830), постао члан Горњолужичкосрпског друштва наука у Герлицу.
Од 1830. до 1832. године био је проповедник, од 1832. до 1835. године — ђакон у Кликсу, од 1835. до 1872. године — парохијски свештеник у родној Лози. На захтев Ј. А. Смолера од 1842. до 1848. године уређивао је лужичкосрпске новине „Тиђенска новина” (у којима је објављивао своје песме), истовремено од 1844. до 1849. године објављивао евангелистички месечни лист „Мисионске повјесће” у Хојерсверди. Године 1845. био је председавајући припремног комитета Матице лужичкосрпске. До 1847. водио је рад на стварању Матице. Године 1845. основао је лужичкосрпске празнике за песму. Током револуције у Немачкој (1848—1849) подржавао је лужичкосрпски национални и сељачки покрет. Године 1848. учествовао је у оснивању првих лужичкосрпских сељачких друштава у пруској Лужици.
Године 1853. оженио се Јоханом, рођеном Шнајдер (1815—1866). Имали су децу: Магдалену Елизабет (1855—1915) и Марију Олгу (1857—1928). Након смрти његове супруге 1866. године, која је умрла од тифуса, остао је са малолетним ћеркама.
Умро је у Лози, где је и сахрањен. Његова кћерка Марја Кирхшлагерова (рођ. 1857, Лаз — ум. 1928, Љубљана) активно је радила међу пријатељима Лужичких Срба у Југославији.

## Стваралаштво
| „                                                          | „Где је Србима родни завичај? Није ли то Словенија, или можда Србија, чија нам је реч блиска и где Милош краљевски престо има? Ах, не, ах не, Наш родни крај мора бити још пространији!… | ” |
| —„Где је Србима родни завичај?” (у преводу М. М. Парунаца) | |   |

Своја прва ремек-дела Зејлер је написао у студентским годинама: песме „Лепа Лужица” (Rjana Łužica, 1827) и сонет „Мој народ” (Mój ludo, око 1830).
Године 1844. песник је склопио пријатељство са композитором К. А. Коцором. Од 1845. до 1860. написао је песме „Годишња доба” у пет делова. Коцор је компоновао музику на ове песме као ораторији: „Пролеће”, „Предвечерје лета”, „Лето или жетва”, „Јесен” и „Зима”. Ораториј „Пролеће” био је први пут отпеван 1861. године. Заједно су створили делове „Лужичкосрпски мај” (1845), „Лужичкосрпска свадба” (1847), „Јакуб и Ката” (оперско либрето, 1851). Већину својих басни написао је пре револуције 1848. године. Убудуће створио је хумористичко-сатиристички циклус песама „Ханс Вучба” (Будишин, 1851) и „Да би је звонио мир” (Будишин, 1871). Сачувано је сто превода на лужичкосрпски (углавном сам немачког језика), написао око 10 песама на немачком језику.
Објављивао је своје делове у „Часопису Матице лужичкосрпске”, укључујући песме, народе баладе и пословице. За живота објавио је свое песничке делове — Krótke kěrluše a spěwańčka za serbske šule (1842) и 60 басни само у две књиге. Басне су изашле у збирци Serbske basnje („драгом народу”, 1855). Укупно од 1847. до 1850. године написао је више од 200 басни. „Прикупљена дела” Зејлера издао је А. Мука од 1883. до 1891. године.
- Споменик Зејлеру у Лози
- Споменик Зејлеру у Залценфорсту
- Зејлеров гроб

## Спољашне везе
- Текстови Х. Зејлера на Викизворнику
- Биографија Х. Зејлера Архивирано на веб-сајту  (30. јул 2021) на сајту Лужичкосрпског института (текст из „Nowy biografiski słownik k stawiznam a kulturje Serbow”)